# Jim Al-Khalili

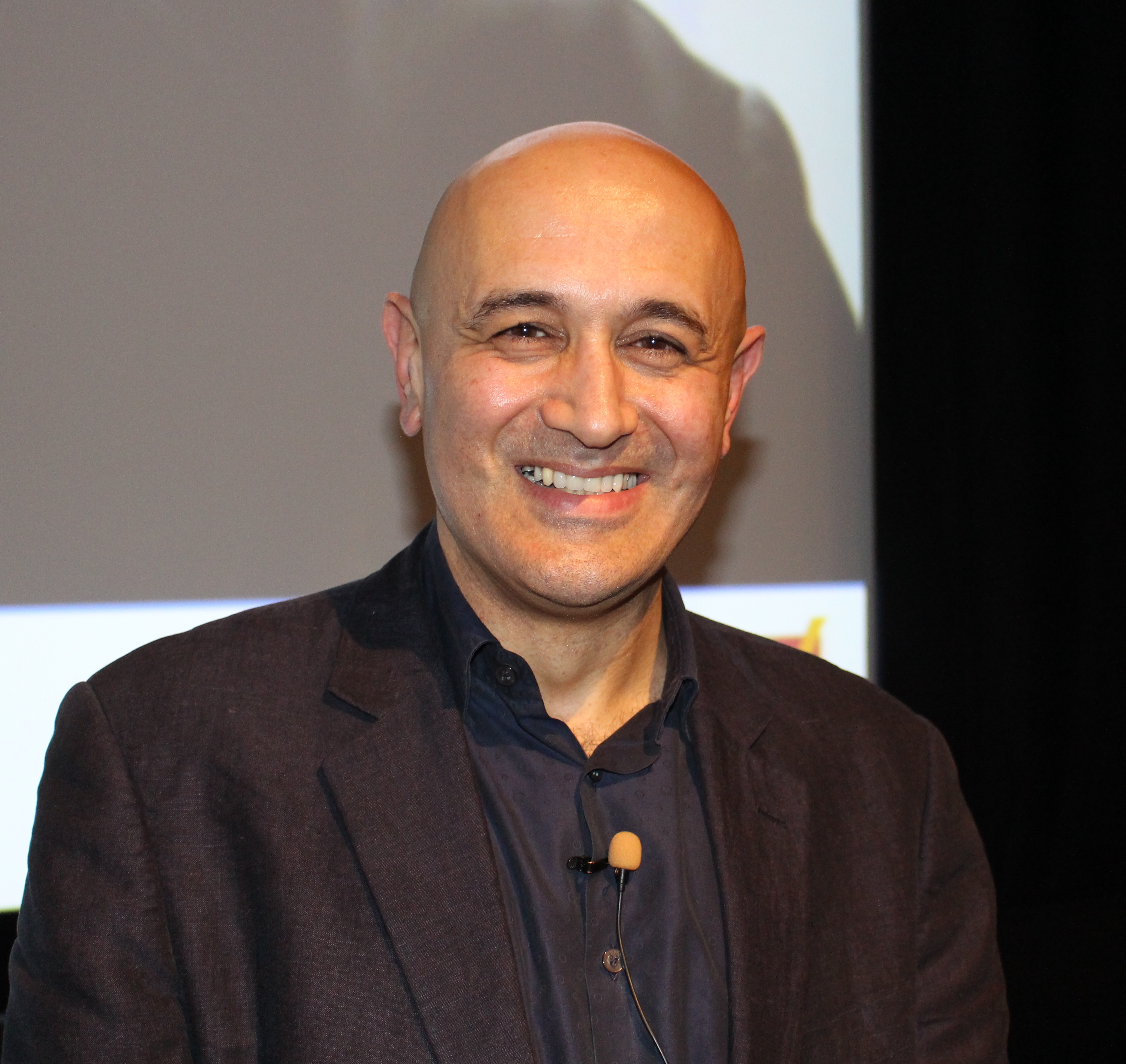
Jim Al-Khalili

Jim Al-Khalili (OBE; Jameel Sadik Al-Khalili; * 20. September 1962 in Bagdad, Irak) ist britischer Professor für theoretische Kernphysik, Autor, Fernseh- und Hörfunk-Journalist.

## Leben
Al-Khalili wurde am 20. September 1962 in Bagdad als Sohn des Irakers Sadik Al-Khalili und der Engländerin Jean Wheatcroft geboren. Zusammen mit einem Bruder und zwei Schwestern wuchs er im Irak auf, bevor die Familie 1979 dauerhaft in das Vereinigte Königreich zog.
Dort widmete er sich dem Studium der Physik an der Universität Surrey, das er 1986 als Bachelor abschloss. In diesem Jahr heiratete er seine Frau Julie. Bereits 1989 erreichte er den Doktorgrad der Philosophie für seine Arbeit auf dem Gebiet der theoretischen Kernphysik. Noch im gleichen Jahr wurde ihm ein Science and Engineering Research Council (SERC) Forschungsstipendium für Postdoktoranden am University College London gewährt. 1991 kehrte er nach Surrey zurück, wo er zunächst als Forschungsassistent und später als Juniorprofessor arbeitete. Im Jahre 1994 wurde ihm ein fünfjähriges fortgeschrittenes Engineering and Physical Sciences Research Council (EPSRC) Forschungsstipendium zuerkannt, in dessen Verlauf er sich als Experte auf dem Gebiet der Neutronenhalokerne etablierte. Seine Publikationen umfassen über 60 Aufsätze in internationalen Fachzeitschriften.
Heute lebt Al-Khalili in Southsea in Hampshire mit seiner Frau Julie und seinen beiden Kindern David und Kate. Nach seiner Ernennung zum Senior Lecturer im Jahr 2000 ist er seit 2005 Professor für Physik an der Universität von Surrey, wo er auch einen Lehrstuhl für Public Engagement in Science innehat. Seine Tätigkeit als Dozent erstreckte sich bisher sowohl über Großbritannien als auch über den Rest der Welt. Neben seiner Lehrtätigkeit ist Al-Khalili in der British Association for the Advancement of Science engagiert, wo er Ehrenmitglied ist, darüber hinaus ist er Mitarbeiter am Institute of Physics. Al-Khalili ist seit Dezember 2012 außerdem Präsident der British Humanist Association.
Zu seinen jüngsten Auszeichnungen zählen der Public Awareness of Physics Award des Institute of Physics (2000), der Royal Society Michael Faraday Prize für Wissenschaftspublizistik (2007) und die Ernennung zum Officer of the Order of the British Empire (OBE; 2008). 2018 wurde er in die Royal Society gewählt.

## Tätigkeit beim Rundfunk
Al-Khalili tritt regelmäßig im Fernsehen und im Radio auf.
Im Fernsehen hat er zu einigen Produktionen beigetragen. Dies gilt gleichermaßen für Sendungen mit wissenschaftlichem Inhalt wie Tomorrow's World oder BBC Horizon wie für Sendungen über Kunst und Kultur, z. B. The South Bank Show. 2007 präsentierte er Atom, eine dreiteilige Sendung, die die Entwicklung unseres Verständnisses des Aufbaus der Atome dokumentiert.
Im Radio ist Al-Khalili regelmäßiger Gast in der Radio-4-Sendung In Our Time und präsentiert die Sendung The Life Scientific im selben Sender.

## Veröffentlichungen (Auswahl)
- Intermediate Energy Deuteron Elastic Scattering from Nuclei in a Three-Body Model, PhD Thesis, University of Surrey, 1989,  bibcode:1989PhDT........76A

Jim Al-Khalili ist Autor unter anderen dieser populärwissenschaftlicher Werke:
- Nucleus: A Trip into the Heart of Matter, Johns Hopkins University Press, Baltimore 2001, ISBN 0-8018-6860-2
- Black Holes, Wormholes and Time Machines
  - deutsch: Schwarze Löcher, Wurmlöcher und Zeitmaschinen, übersetzt von Heiner Must, Elsevier, Spektrum Akad. Verlag, München und Heidelberg 2004, ISBN 3-8274-1018-5
- Quantum: A Guide for the Perplexed, Weidenfeld & Nicolson, London 2004, ISBN 1-841-88238-0
  - deutsch: Quantum: Moderne Physik zum Staunen, übersetzt von Heiner Must, Elsevier, Spektrum, Akda. Verlag 2004, ISBN 3-8274-1574-8
- Pathfinders, Allen Lane, London 2010, ISBN 978-1-84614-161-4, auch unter dem Titel:
- The House of Wisdom: How Arabic Science Saved Ancient Knowledge and Gave us the Renaissance, Penguin Press, New York 2011, ISBN 
  - deutsch: Im Haus der Weisheit. Die arabischen Wissenschaften als Fundament unserer Kultur, übersetzt von Sebastian Vogel, S. Fischer Verlag, Frankfurt am Main 2011 ISBN 978-3-10-000424-6

Seine Bücher wurden teilweise in 13 Sprachen übersetzt.
Eine Liste seiner Bücher findet sich auf seiner Website.